# آلینا برژنا
آلینا برژنا (به اوکراینی: Аліна Бережна؛ زادهٔ ۳ ژانویهٔ ۱۹۹۱) یک کشتی‌گیر آزادکار اهل اوکراین است.
از افتخارات وی می‌توان به کسب مدال نقره مسابقات قهرمانی کشتی جهان ۲۰۱۹ و مدال طلا مسابقات قهرمانی کشتی جهان ۲۰۱۳ اشاره کرد.